# David Lienemann

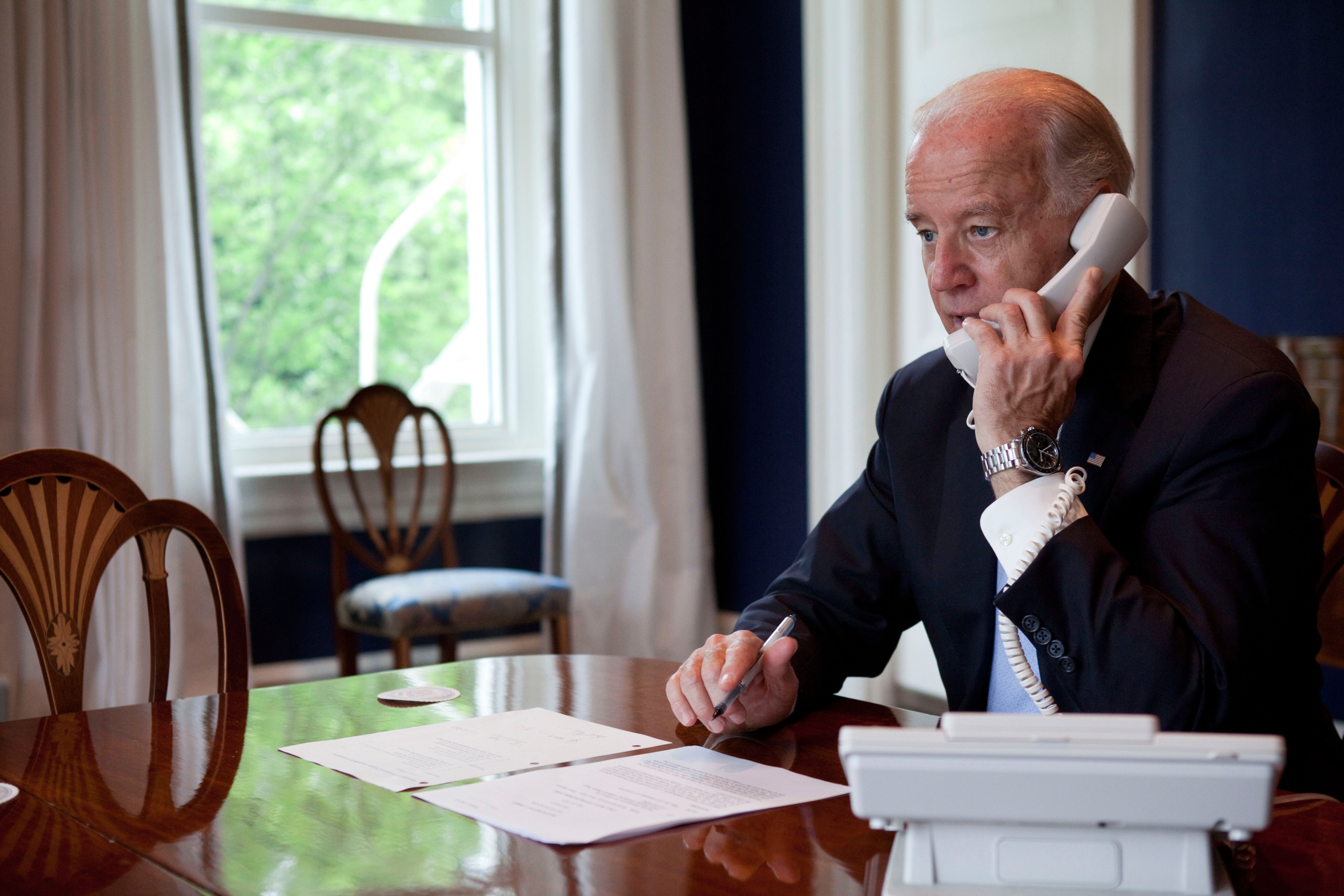
Joe Biden v Number One Observatory Circle (2011)

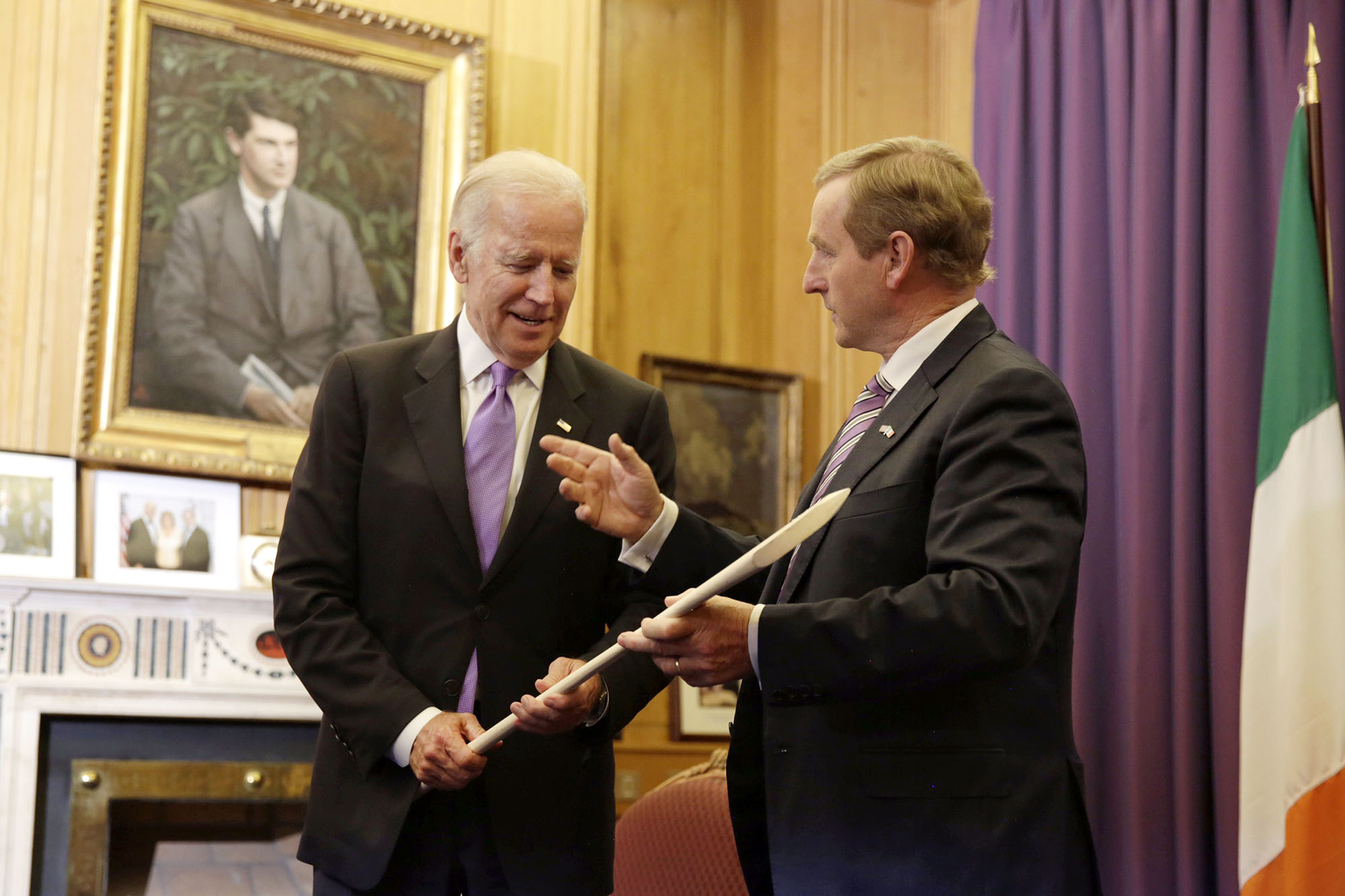
Biden s irským taoiseachem Endou Kennym, 2016

David Lienemann (* 1982/1983) je americký fotograf. Po dobu osmi let byl oficiálním fotografem Bílého domu pro Joe Bidena, když působil jako viceprezident Spojených států. Během své role Lienemann pořídil téměř milion fotografií.

## Životopis
Lienemann vystudoval Cornell College s titulem BA v oboru ekonomie a podnikání v roce 2005. Před příchodem do práce v Bílém domě se Lienemann zabýval prezidentskými volbami USA v roce 2008 pro klienty, jako jsou The New York Times, Chicago Tribune, Associated Press a Getty Images.
Lienemann vydal v roce 2020 knihu svých fotografií s názvem Biden: Obamova léta a bitva o duši Ameriky. Ve své předmluvě ke knize píše Bidenova manželka Jill Bidenová, že „Když se David hladce vrhl do každodenního života Joeovi, stal se něčím víc než jen fotografem – stal se jedním z Joeových nejpoctivějších poradců. Naším přítelem.“

## Osobní život a ocenění
Lienemann sídlí v Novém Mexiku se svou manželkou Sydney a dcerou Millie.
V roce 2015 obdržel na Cornell College cenu Young Alumni Achievement Award.

## Galerie

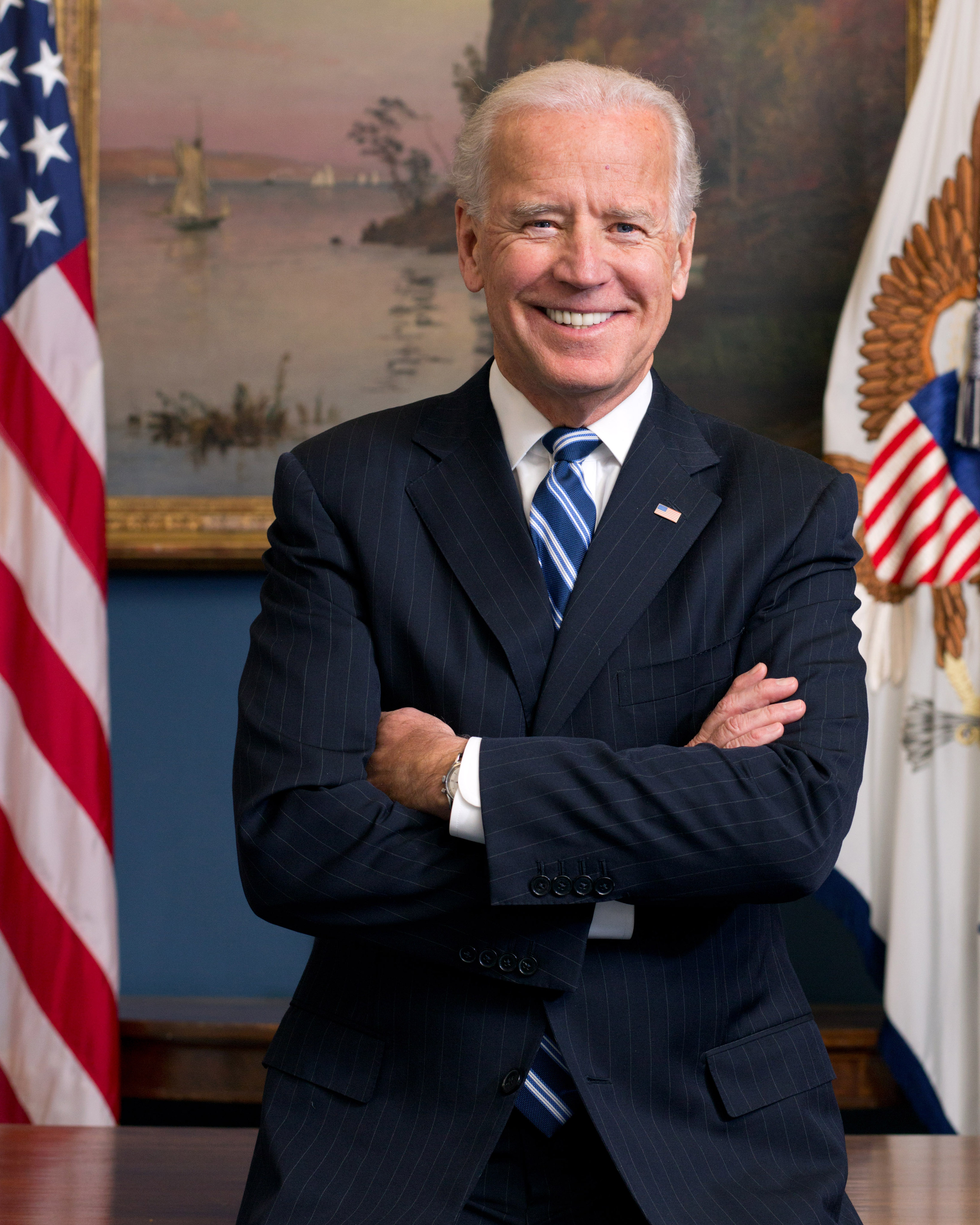
Joe Biden, oficiální portrét, 2013
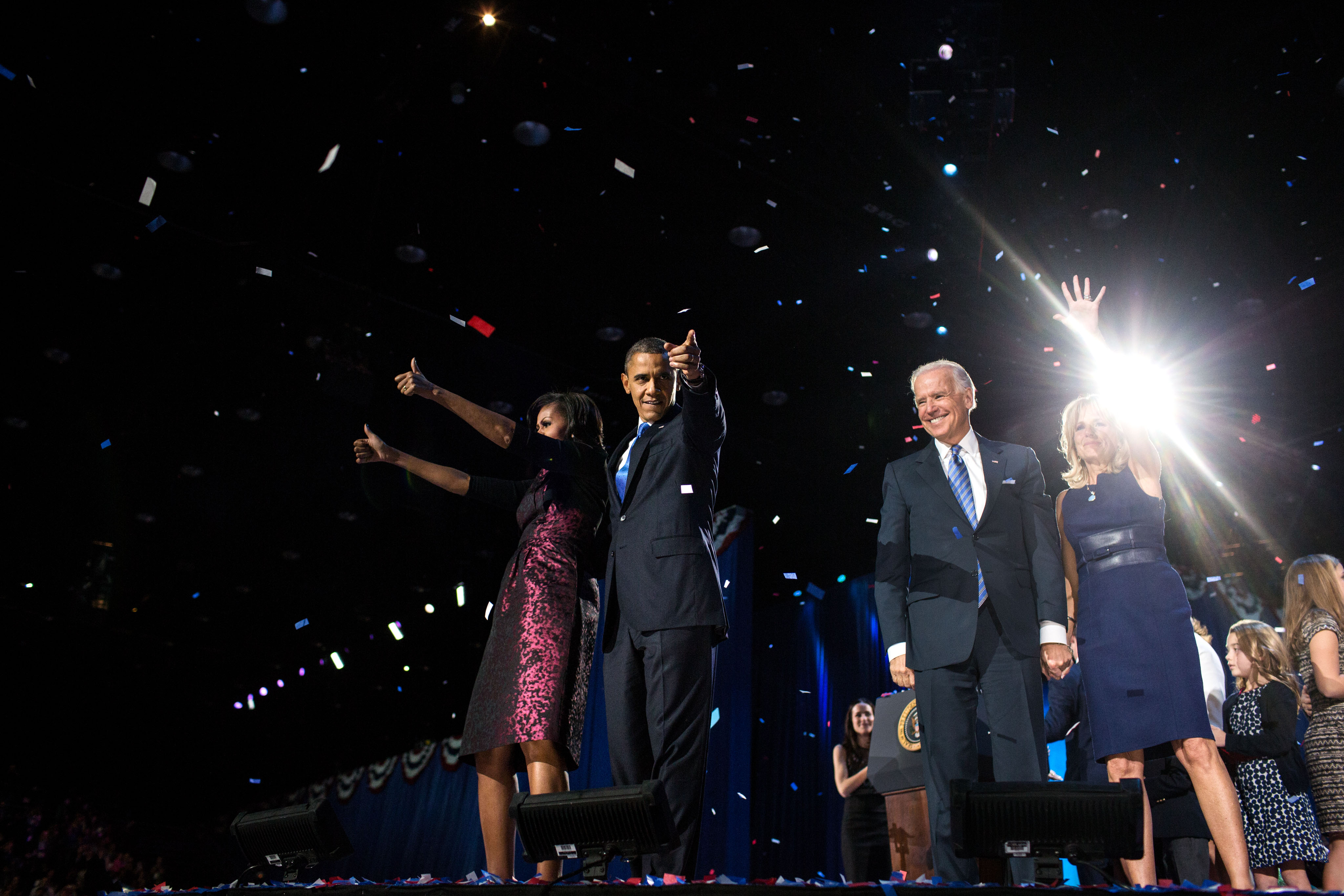
Obamovi a Bidenovi oslavují znovuzvolení
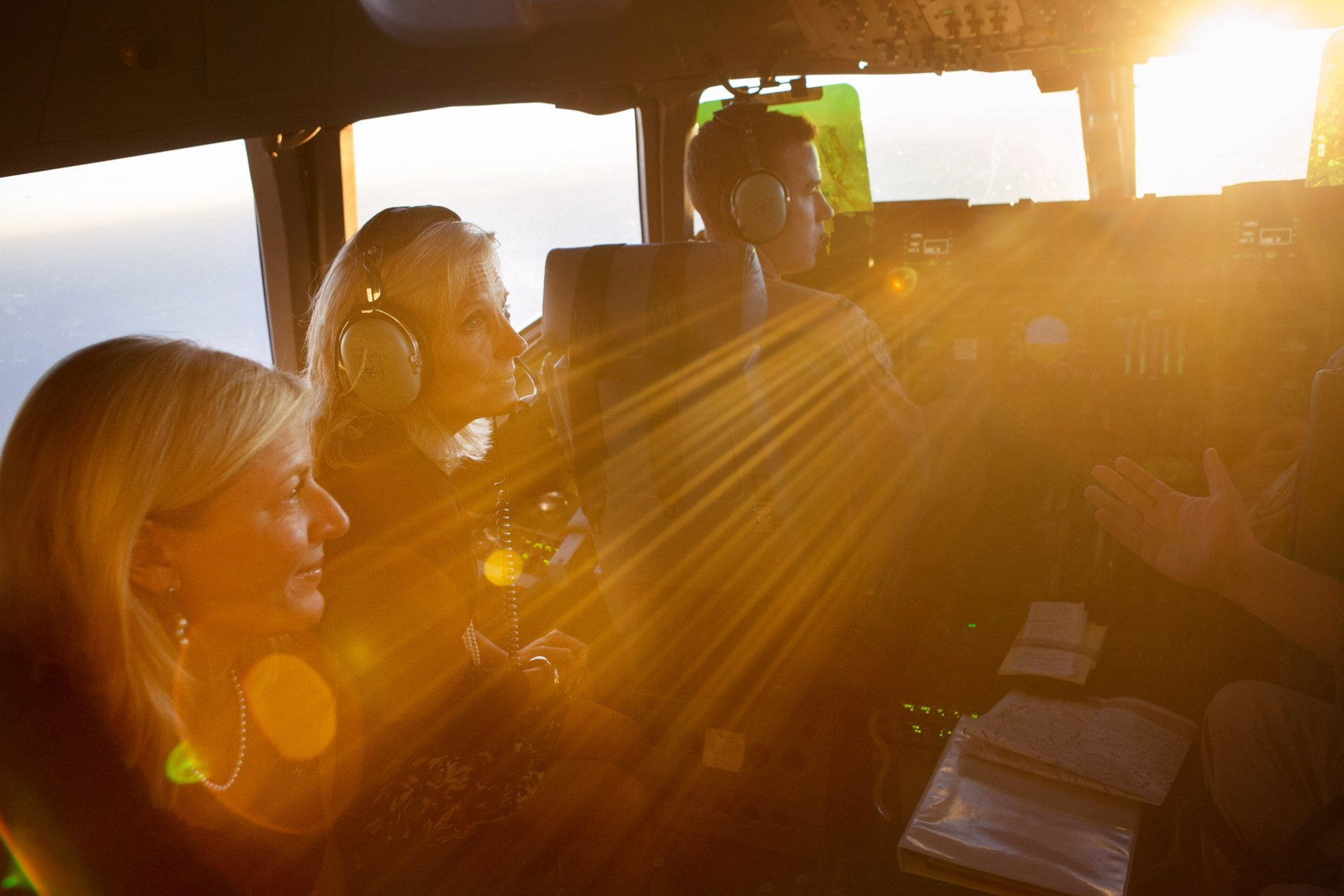
Jill Biden v kokpitu C-17 Air Force two
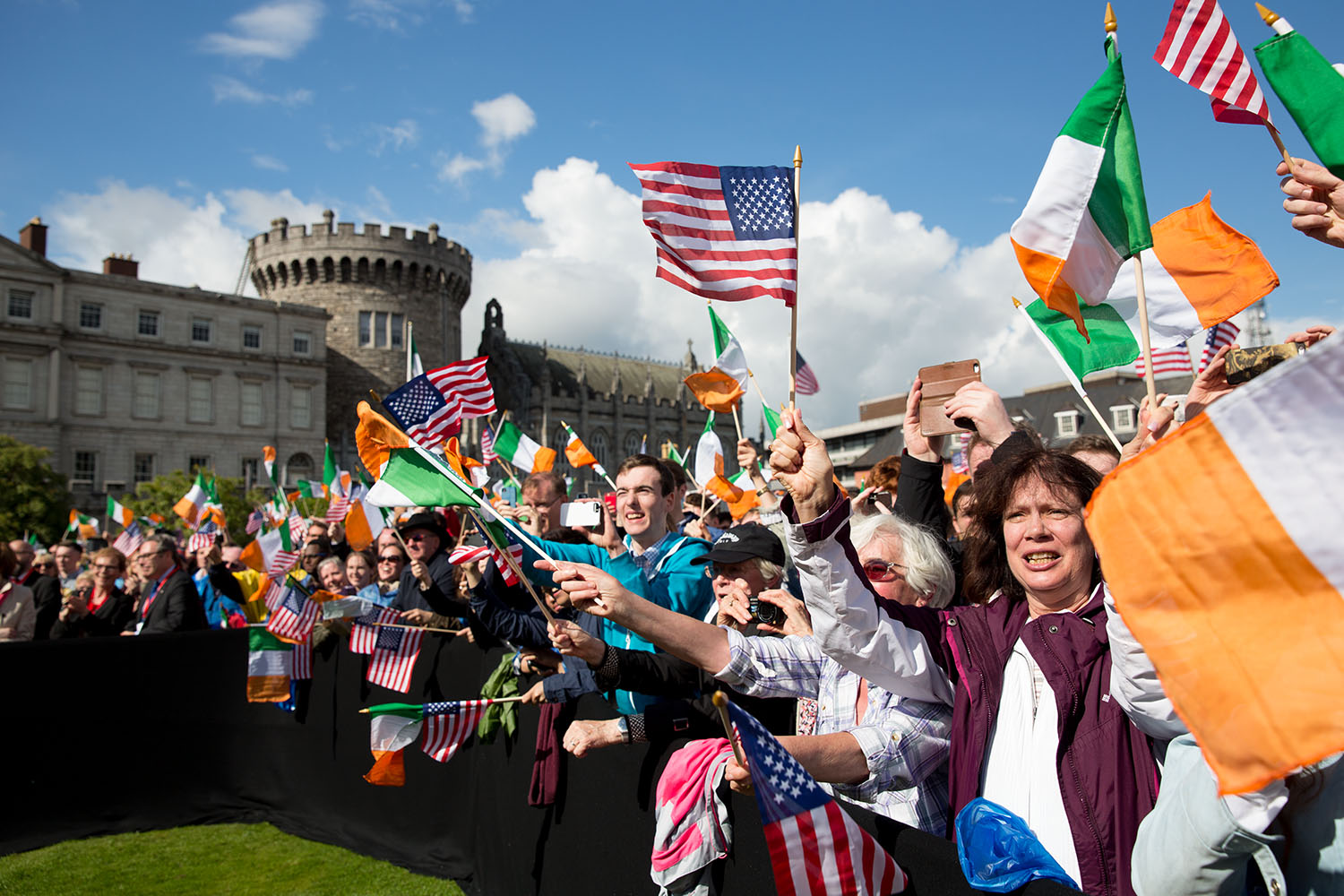
Vice President Joe Biden delivers remarks at Dublin Castle in Dublin, Ireland
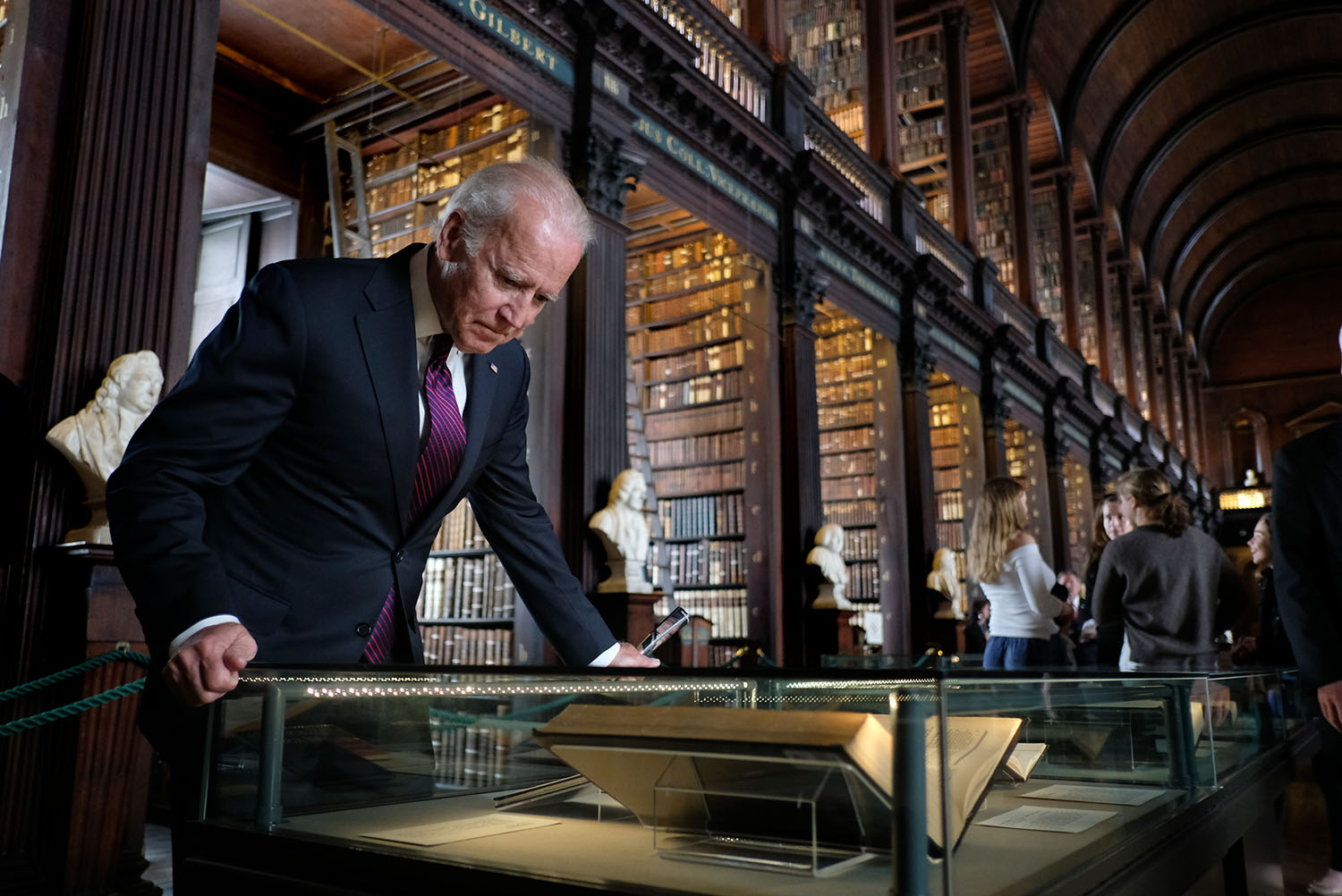
Vice President Joe Biden looks at James Joyce manuscripts in the Trinity College Library
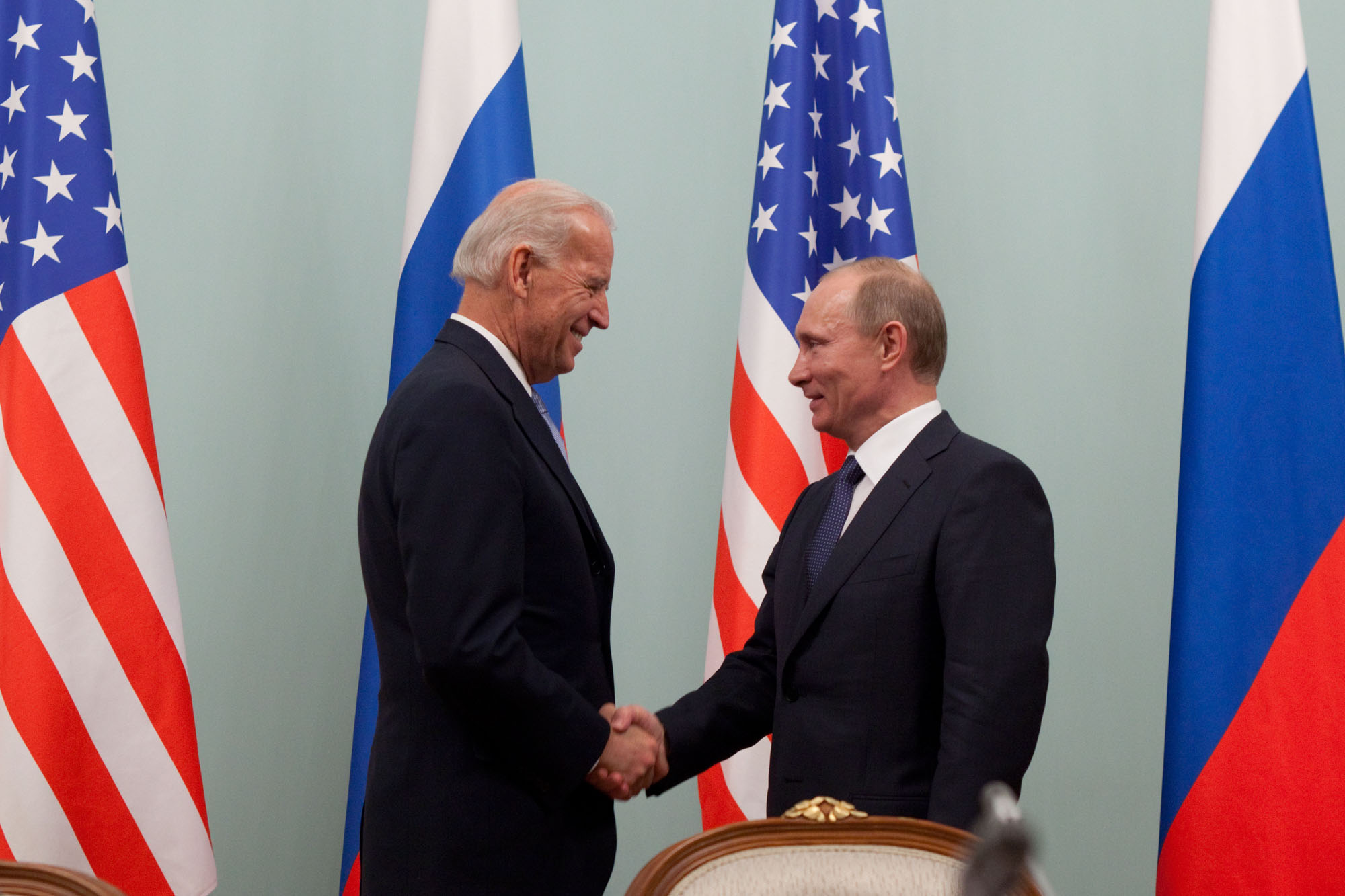
Vice President Joe Biden greets Russian Prime Minister Vladimir Putin